# نافيغيوم إيزيديس

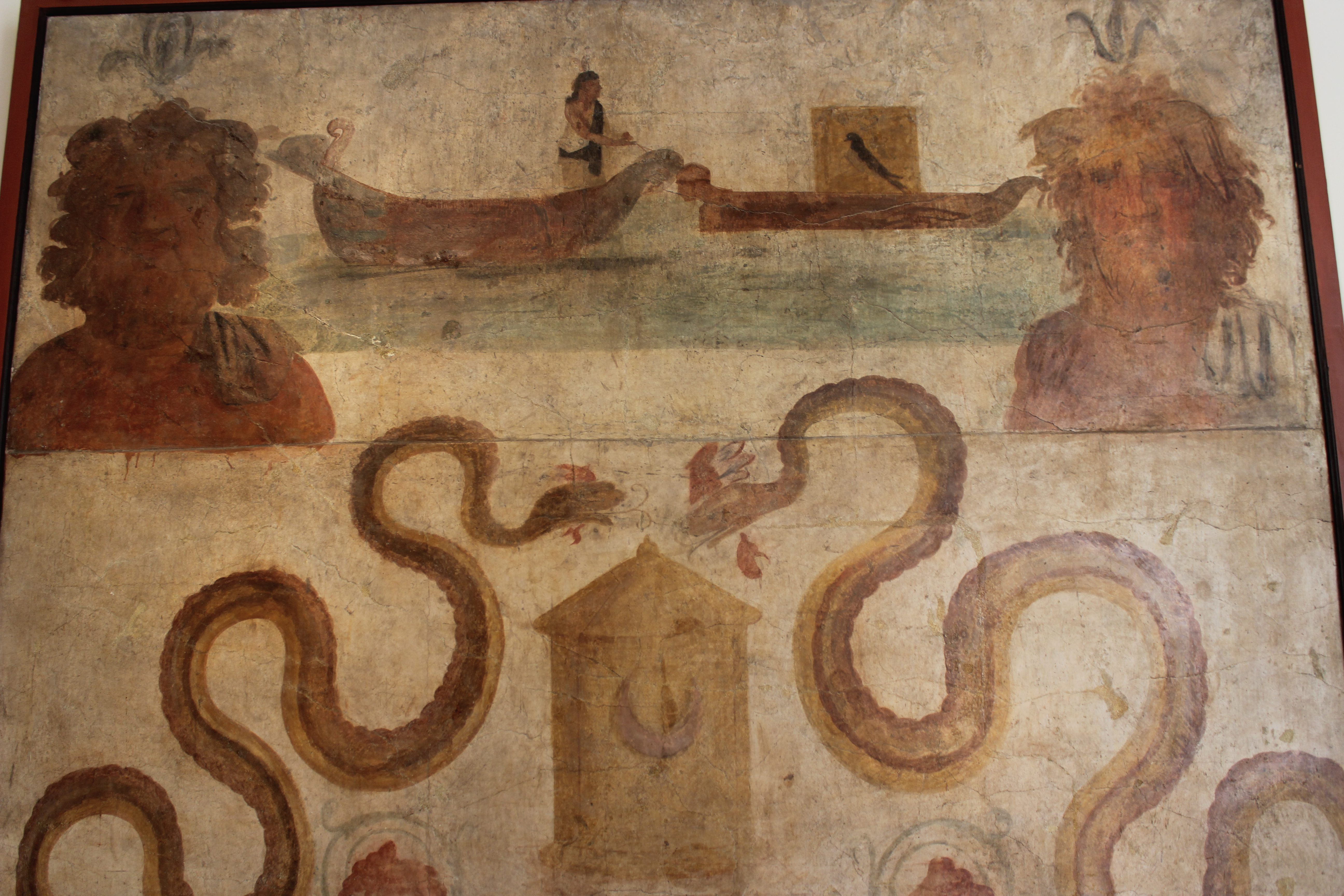
لوحة جدارية مع نافيغيوم إيزيديس

كان نافيغيوم إيزيديس أو إيزيديس نافيغيوم (عبر سفينة إيزيس) عيدًا دينيًا رومانيًا سنويًا تكريماً للإلهة المصرية إيزيس، أقيم في 5 مارس. عاش المهرجان بعد اضطهاد الوثنيين في الإمبراطورية الرومانية المتأخرة من قبل الإمبراطور الروماني ثيودوسيوس (391) واضطهاد الإمبراطور أركاديوس للدين الروماني (395).
في الإمبراطورية الرومانية، كان لا يزال يحتفل به في إيطاليا على الأقل حتى عام 416. في مصر، تم قمعه من قبل السلطات المسيحية في القرن السادس.
احتفل نافيغيوم إيزيديس بتأثير إيزيس على البحر وعملت كصلاة من أجل سلامة البحارة والشعب الروماني وقادتهم. كان يتألف من موكب متقن، بما في ذلك كهنة إيزياك والمتدينين مع مجموعة متنوعة من الأزياء والشعارات المقدسة، يحملون نموذجًا لسفينة من معبد إيزيس المحلي إلى البحر أو إلى نهر قريب.
يشبه الكرنفال الحديث مهرجان نافيغيوم إيزيديس، ويجادل بعض العلماء بأنهم يشتركون في نفس الأصل (عبر النقل البحري، أي العربة البحرية، أي العوامة - أصبحت لاحقًا سيارة نيفال). تم تخصيص العديد من عناصر الكرنفال بدورها في مهرجان أفخارستيا، وأبرزها في شبه الجزيرة الأيبيرية (إسبانيا والبرتغال).